# Laguna Carhuacocha
La Laguna Carhuacocha ou — graphie hispanisée du nom quechua Qarwaqucha, littéralement qarwa (larve d'un insecte, jaune pale, doré) et qucha (lac) — est un lac situé dans la région de Huanuco, dans la province de Lauricocha, à la frontière entre le district de Queropalca et le district de Jesús. Il est situé à une altitude de 4 150 mètres. Il est situé dans l'est de la cordillère Huayhuash.

## Présentation

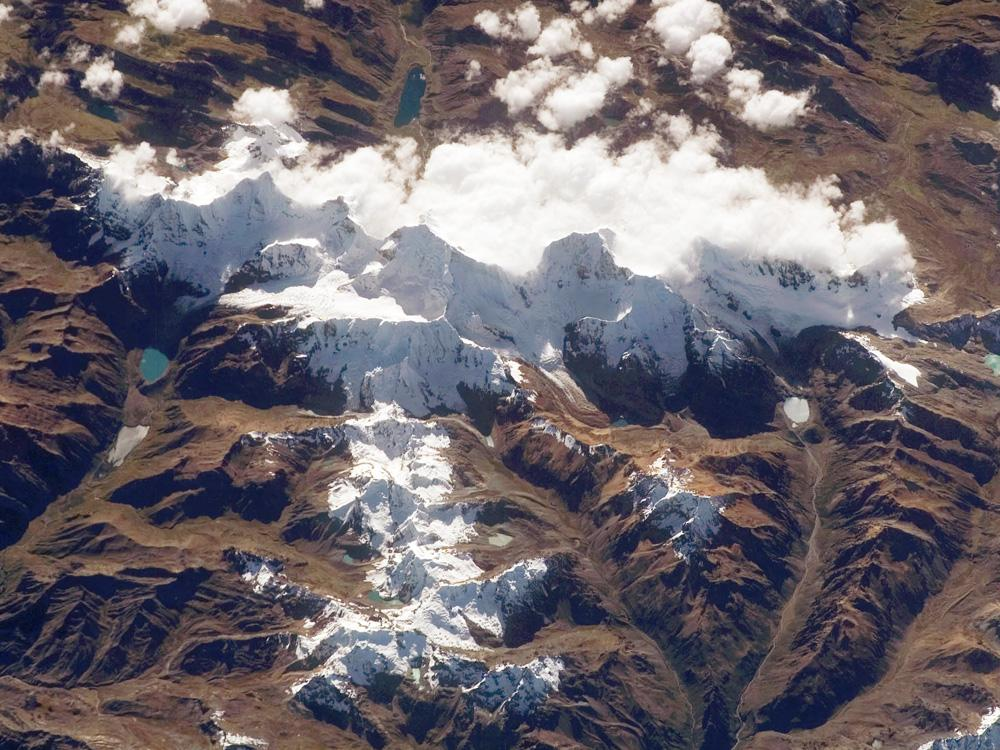
Vue satellite du Qarwaqucha (au centre, en haut de l'image) à l'est de la cordillère Huayhuash (NASA).

La Laguna Carhuacocha mesure 1 500 mètres de long et 440 mètres de large[réf. nécessaire].